# Samsung Focus S
Samsung Focus S là smartphone dạng thanh chạy hệ điều hành Windows Phone 7.5 (tên mã "Mango") của Microsoft. Nó là kết thừa của Samsung Focus, và nó được phát hành vào 6 tháng 11 năm 2011 tại Mỹ. Hiện nay, Focus S vẫn có sẵn thông qua AT&T.

## Phần cứng và màn hình
Màn hình rộng 4.3-inch, WVGA (480 x 800 pixel). Không giống như những sản phẩm trước, nó sử sụng chuẩn RGB thay vì PenTile. Màn hình có góc nhìn cao. Dưới màn hình là ba phím cảm ứng điện dung cho trở về, bắt đầu, và tìm kiếm, có thể thấy trên các Windows Phones khác. Ở trên là loa nghe, cảm biến ánh sáng, và máy ảnh trước. Bên cạnh điện thoại là phím home và phím chụp ảnh, nguồn/ngủ/mở khóa (bên phải), và âm lượng (bên trái).

## Tiện ích
Samsung Focus S sử dụng vi xử lý 1.4 GHz Qualcomm. Windows Phone 7.5 đã sửa một số lỗi nhỏ so với phiên bản trước.

## Liên kết
- Trang chủ chính thức Samsung Focus S